# Neostega
Neostega is een geslacht van vlinders van de familie spanners (Geometridae), uit de onderfamilie Ennominae.

## Soorten
- N. cornuta Herbulot, 1993
- N. flaviguttata Warren, 1903
- N. prouti Debauche, 1938